# Kutaisi

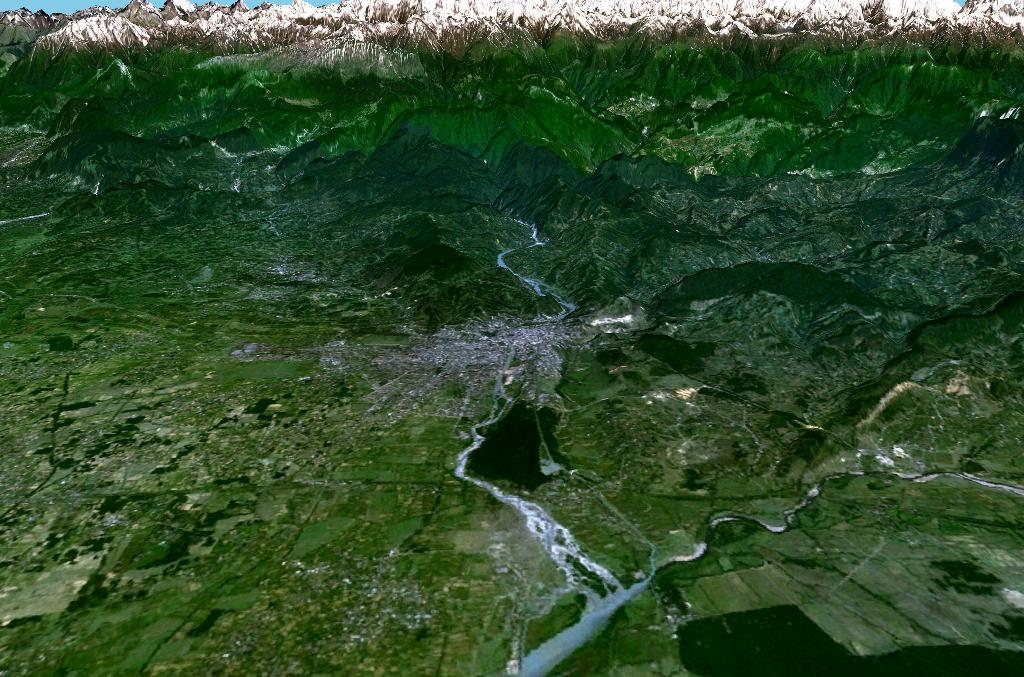
Satelitarny widok Kutaisi

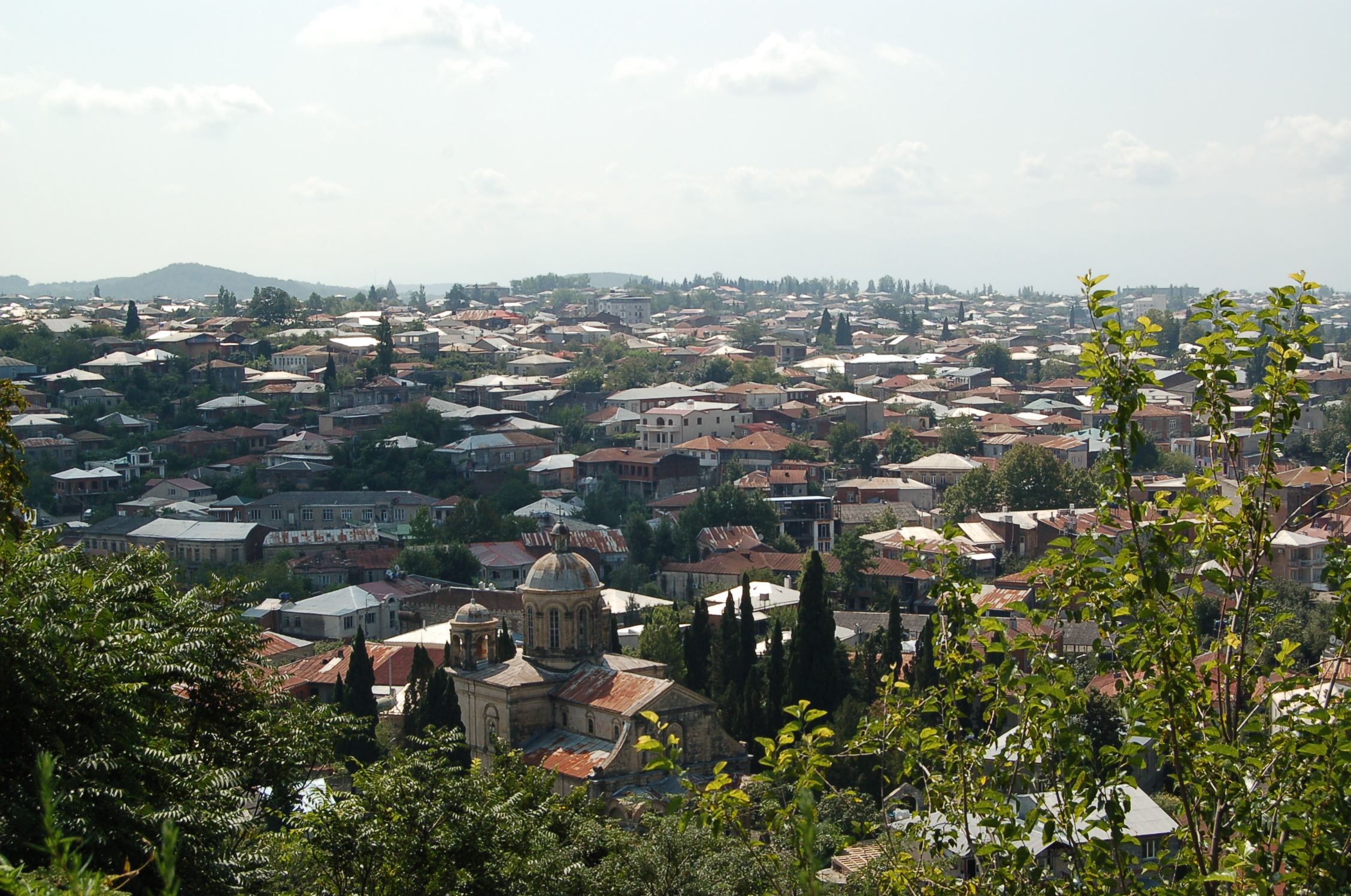
Panorama Kutaisi

Kutaisi (gruz. ქუთაისი, nazwy antyczne: Aea/Aia, Kutaisi) – miasto w zachodniej Gruzji, nad rzeką Rioni, na wysokości 125–300 m n.p.m. Jest stolicą prowincji Imeretia. Liczy ponad 147 tys. mieszkańców, jest tym samym trzecim pod względem wielkości miastem Gruzji. Od 2012 do 2018 siedziba Parlamentu Gruzji.
W mitologii greckiej występuje jako Ai, miasto w Kolchidzie, do którego wybrał się Jazon i Argonauci po złote runo.

## Położenie
Kutaisi zajmuje obydwa brzegi rzeki Rioni. Centrum miasta znajduje się na lewym brzegu, wokół placu Dawid Agmaszenebelis Moedani i przylegających plant kutaiskich. Śródmieście rozciąga się na południe i zachód, w kierunku rzeki. Przy prawym brzegu znajdują się wzgórza, na których wcześniej było zlokalizowane centrum miasta. Na prawym brzegu wznosi się katedra Bagrati, górująca nad miastem. Oddalone od stolicy, Tbilisi ok. 221 km.

## Klimat
Miasto położone jest w strefie klimatu wilgotnego subtropikalnego; średnia roczna temperatura to 14,5 °C, najchłodniejszym miesiącem jest styczeń (według badań z lat 1881–1960) z temperaturą średnią 5,2 °C, najcieplejszym zaś lipiec – 23,6 °C; latem średnio przez 10 dni temperatura przekracza 35 °C; najwyższa temperatura to 42 °C (została odnotowana 31 sierpnia 2006 roku ), natomiast najniższa to –17 °C; średnia wielkość roczna opadów atmosferycznych w Kutaisi to 1530 mm; cechą charakterystyczną dla Kutaisi są silne wiatry w okresie jesienno-wiosennym.

## Historia
Pierwsze wzmianki o Kutaisi pochodzą z VI-III wieku p.n.e. Od 806 roku było stolicą Imperium Abchaskiego, do czasu wyzwolenia Tbilisi spod panowania Turków Seldżuckich (1122 r.) znajdowała się tam rezydencja władców gruzińskich. Od XV wieku miasto było stolicą Królestwa Imeretii. W latach 1760–1770 Kutaisi znajdowało się w rękach Turków, następnie okupowane i zdobyte przez wojska rosyjskie, przyłączone w 1810 roku do Imperium Rosyjskiego, w latach 1811–1840 centrum Okręgu Imeretii. W 1846 miasto zostało centrum guberni kutaiskiej. W czasach władzy radzieckiej Kutaisi było drugim co do wielkości ośrodkiem przemysłowym Gruzji – wybudowano tam zakłady, produkujące m.in.: traktory, samochody i sprzęt elektromechaniczny. Od października 1945 w Kutaisi osadzono w dwóch podobozach aresztowanych w Wilnie Polaków (żołnierzy Okręgu Wileńskiego AK). Polacy pracowali przy budowie fabryki samochodów i zakładów pomocniczych wchodzących w skład tej fabryki. Pracowano również przy budowie dróg, w kamieniołomach, cegielniach. Śmiertelność w obozie w Kutaisi była wysoka. Polacy zorganizowali bunt w kwietniu 1947 roku. 22 kwietnia władze oficjalnie poinformowały o zwolnieniu Polaków do domów. Ogłosiły, iż wszyscy wyjadą z Kutaisi w grupach od 1 do 20 maja. Podzielono ich na trzy grupy i skierowano do następnych obozów.

### Demografia
Skład narodowościowy i etniczny w 1897 roku na podstawie danych z rosyjskiego spisu powszechnego:

1. Gruzini: 22 017 (67,79%)
2. Rosjanie: 3684 (11,34%)
3. Żydzi: 3419 (10,53%)
4. Ormianie: 1264 (3,89%)
5. Ukraińcy: 616 (1,90%)
6. Polacy: 487 (1,50%)
7. Grecy: 177 (0,55%)
8. Litwini: 146 (0,45%)

## Gospodarka
W mieście rozwinął się przemysł maszynowy, środków transportu, chemiczny, włókienniczy, skórzano-obuwniczy oraz spożywczy.

## Transport
Około 25 kilometrów na południowy zachód od centrum miasta znajduje się Międzynarodowe Lotnisko im. Dawida Budowniczego, na które od 2013 roku z wielu polskich lotnisk kursują samoloty tanich linii lotniczych Wizzair.
Miasto posiada dwie główne stacje kolejowe: Kutaisi I i Kutaisi II. Z dworca kolejowego Kutaisi I kursują pociągi do miast Tbilisi i Batumi.
Główny dworzec autobusowy znajduje się około 4 kilometrów na południowy zachód od centrum przy ul. Czawczawadzego 67, w pobliżu dworca kolejowego Kutaisi II. Z głównego dworca odjeżdżają autobusy i marszrutki m.in. do Tbilisi, Zugdidi, Batumi, Poti, Achalciche i Bordżomi.
Do Kutaisi można dojechać z Tbilisi drogą główną M1, częściowo przekształconą w autostradę.

## Oświata
W latach 1943–1946 w Kutaisi mieściła się Kutaiska Suworowska Szkoła Wojskowa.

## Zabytki
W mieście znajduje się Katedra Bagrata wpisana niegdyś na listę światowego dziedzictwa UNESCO (usunięta z niej ze względu na rekonstrukcję katedry do formy nie odpowiadającej ściśle historycznym przekazom), zaś kilka kilometrów na północny wschód od miasta w graniczącej z nią wiosce Gelati znajduje się Monastyr Gelati.

## Galeria

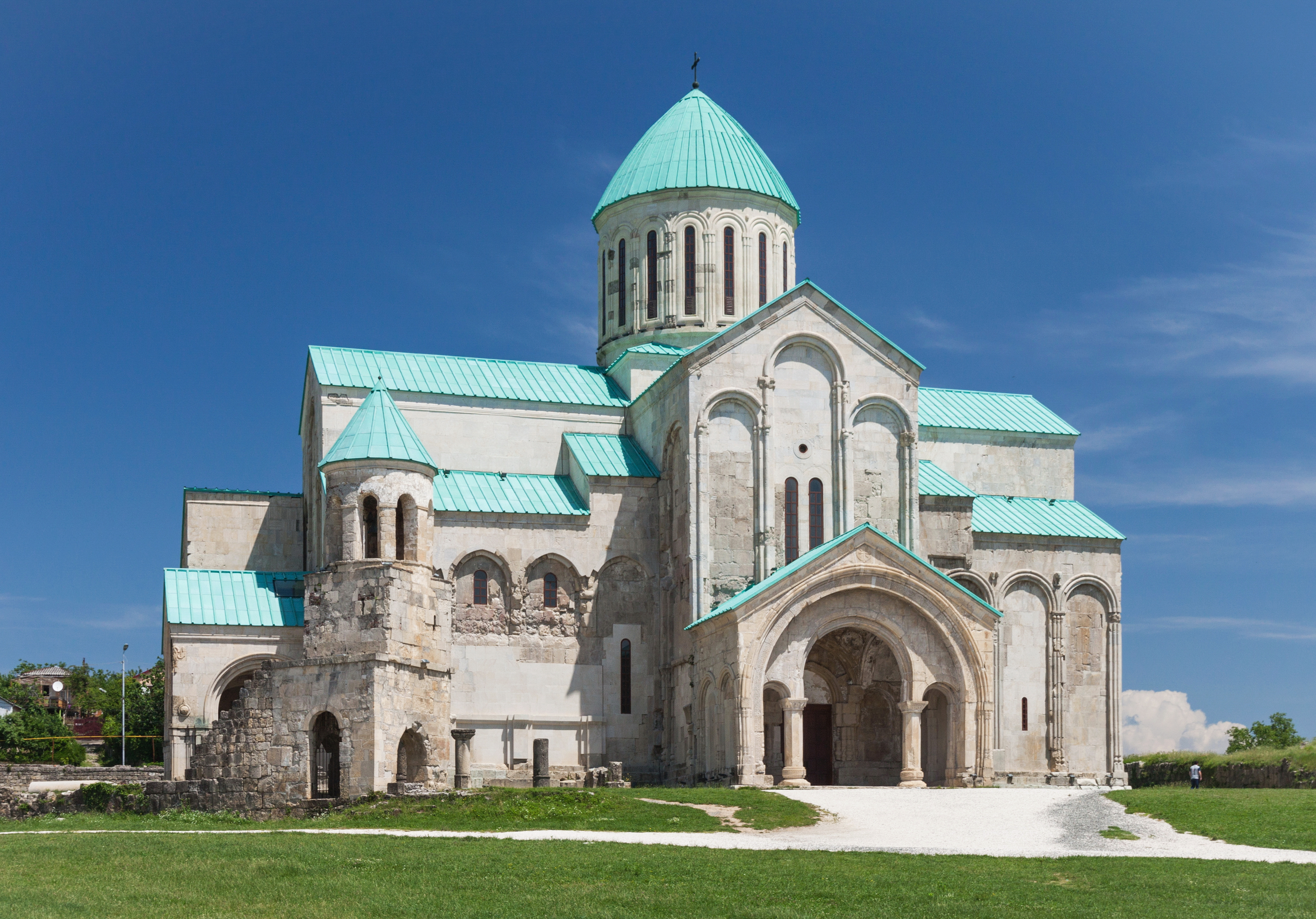
Katedra Bagrati
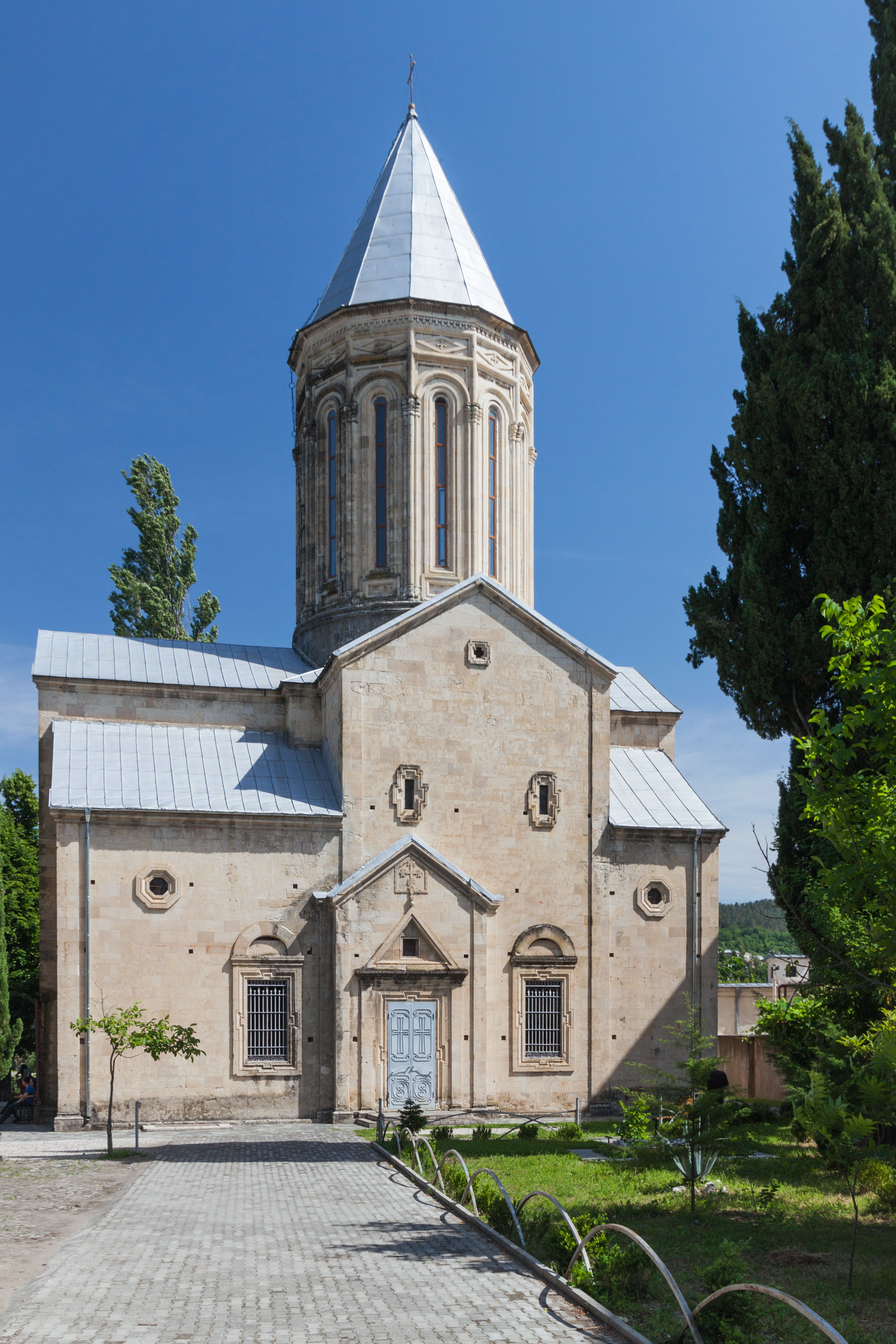
Cerkiew św. Jerzego
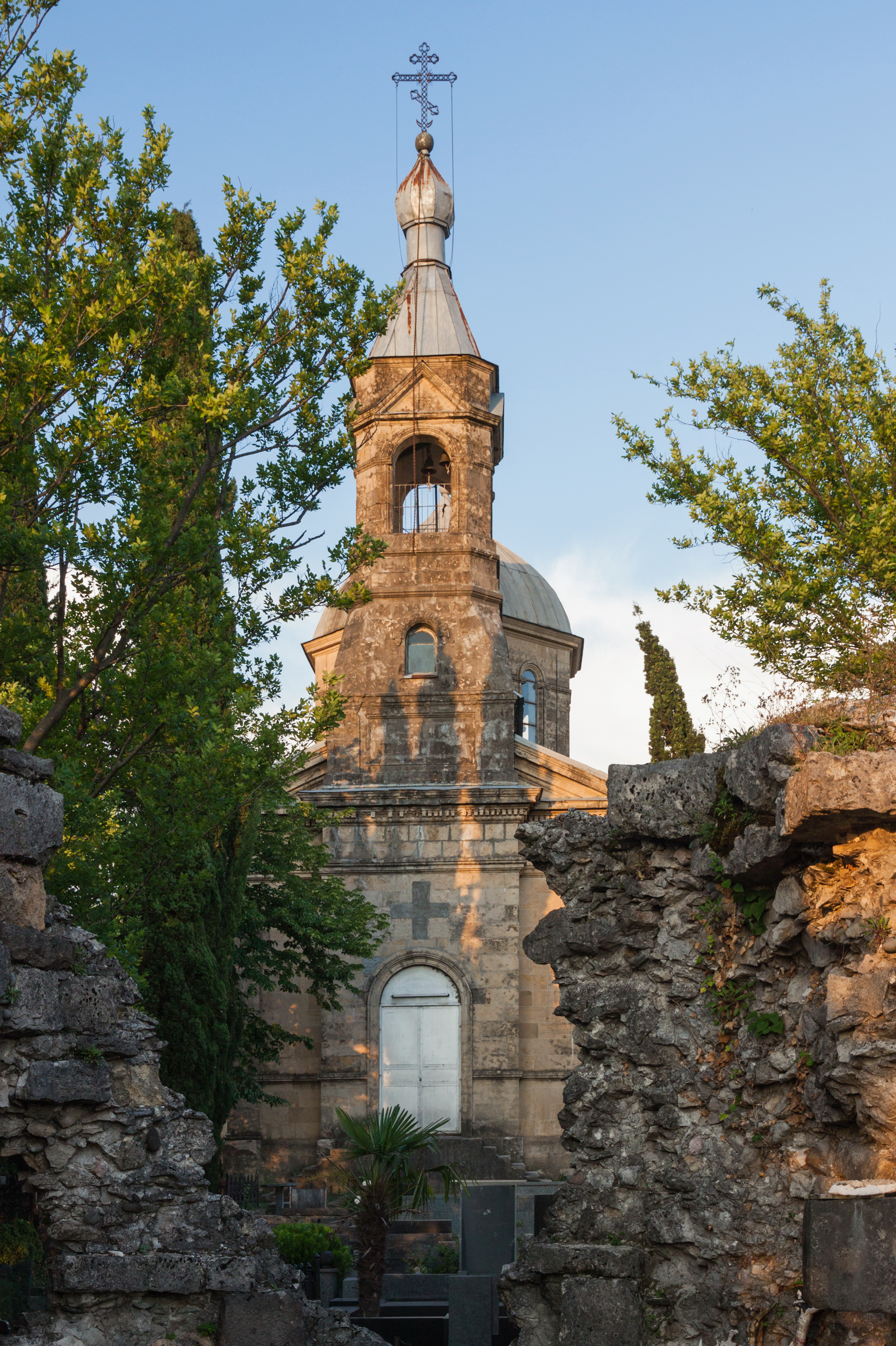
Cerkiew Archanioła
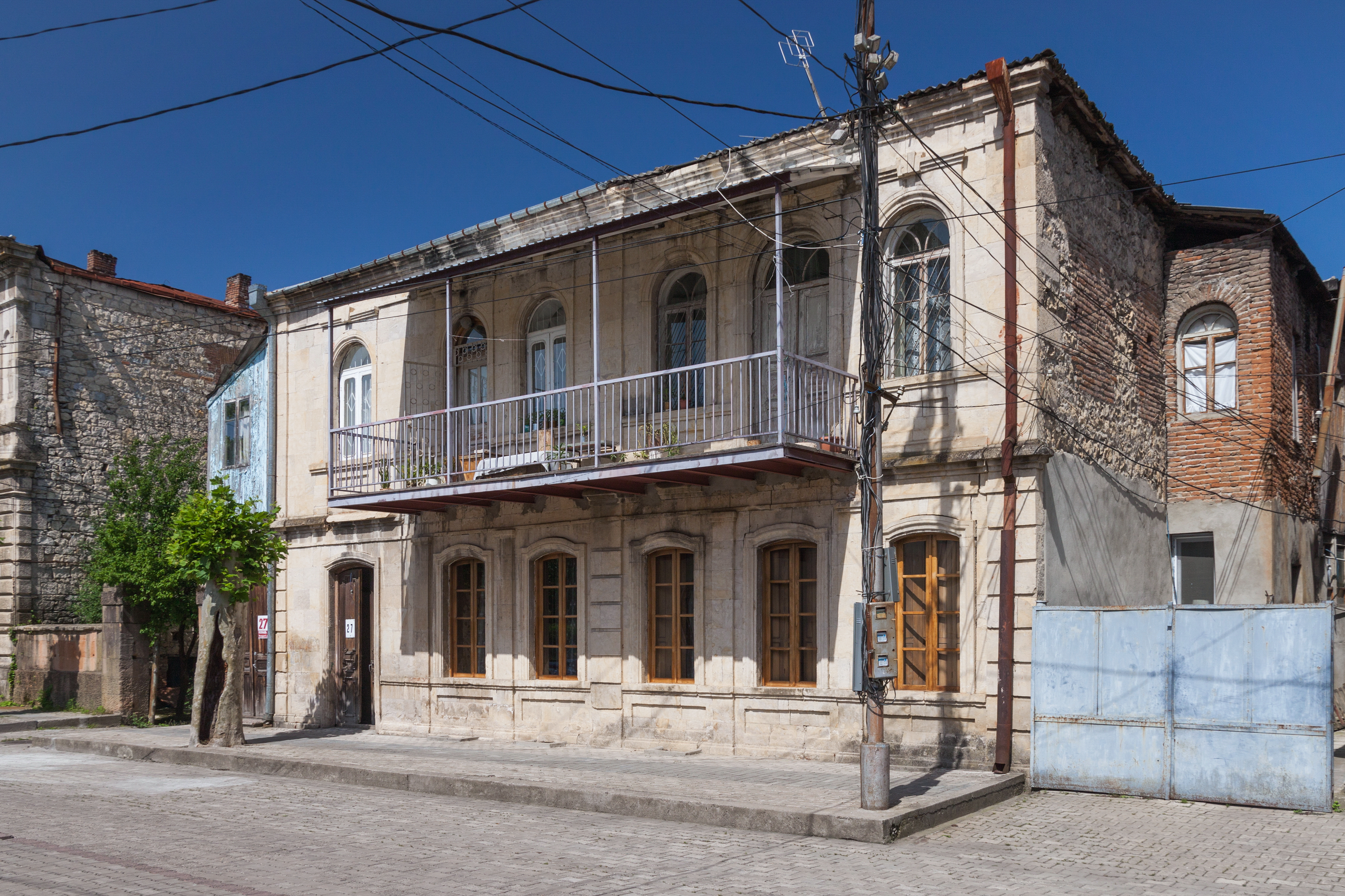
Stary dom, ulica Newport 27
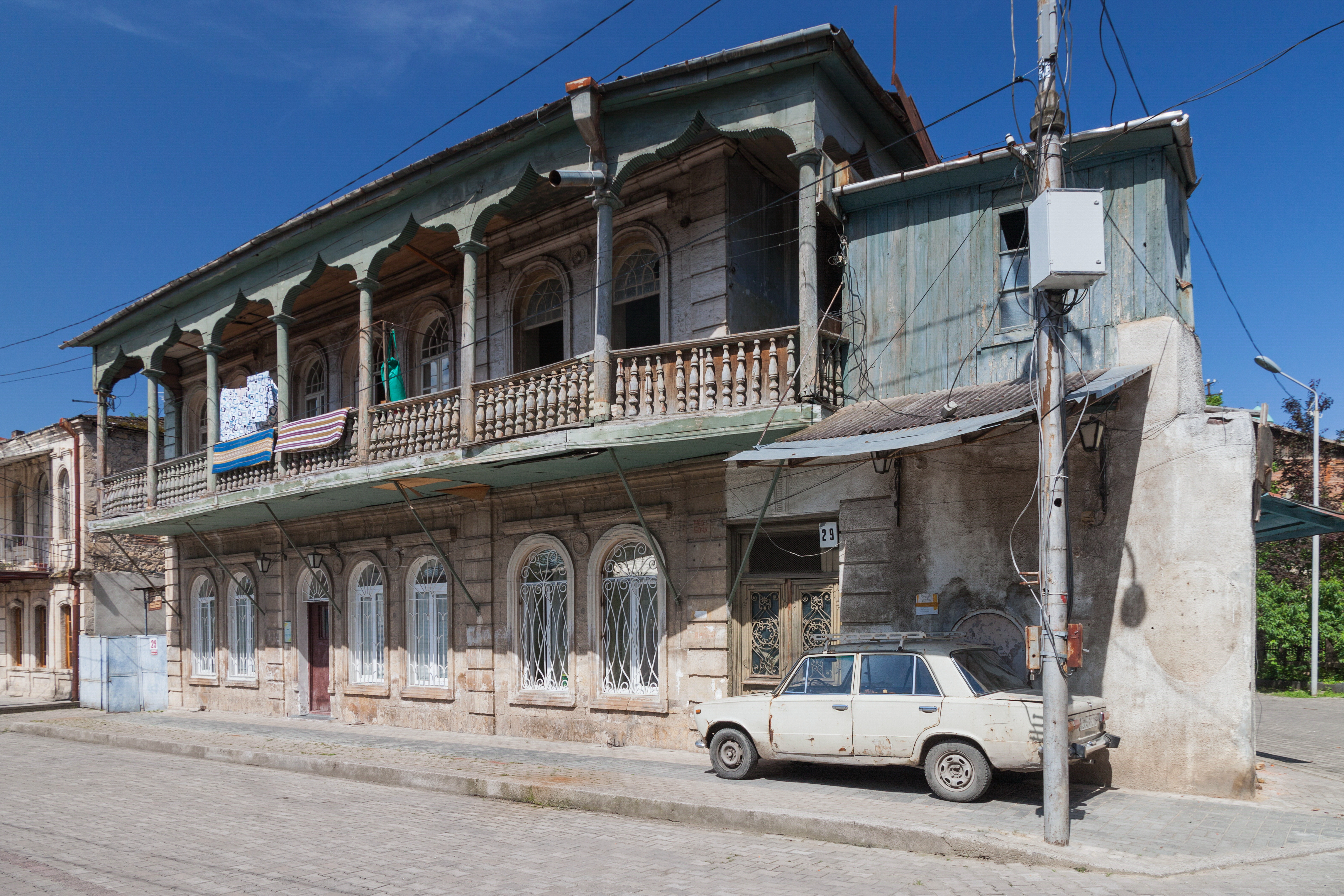
Stary dom, ulica Newport 29
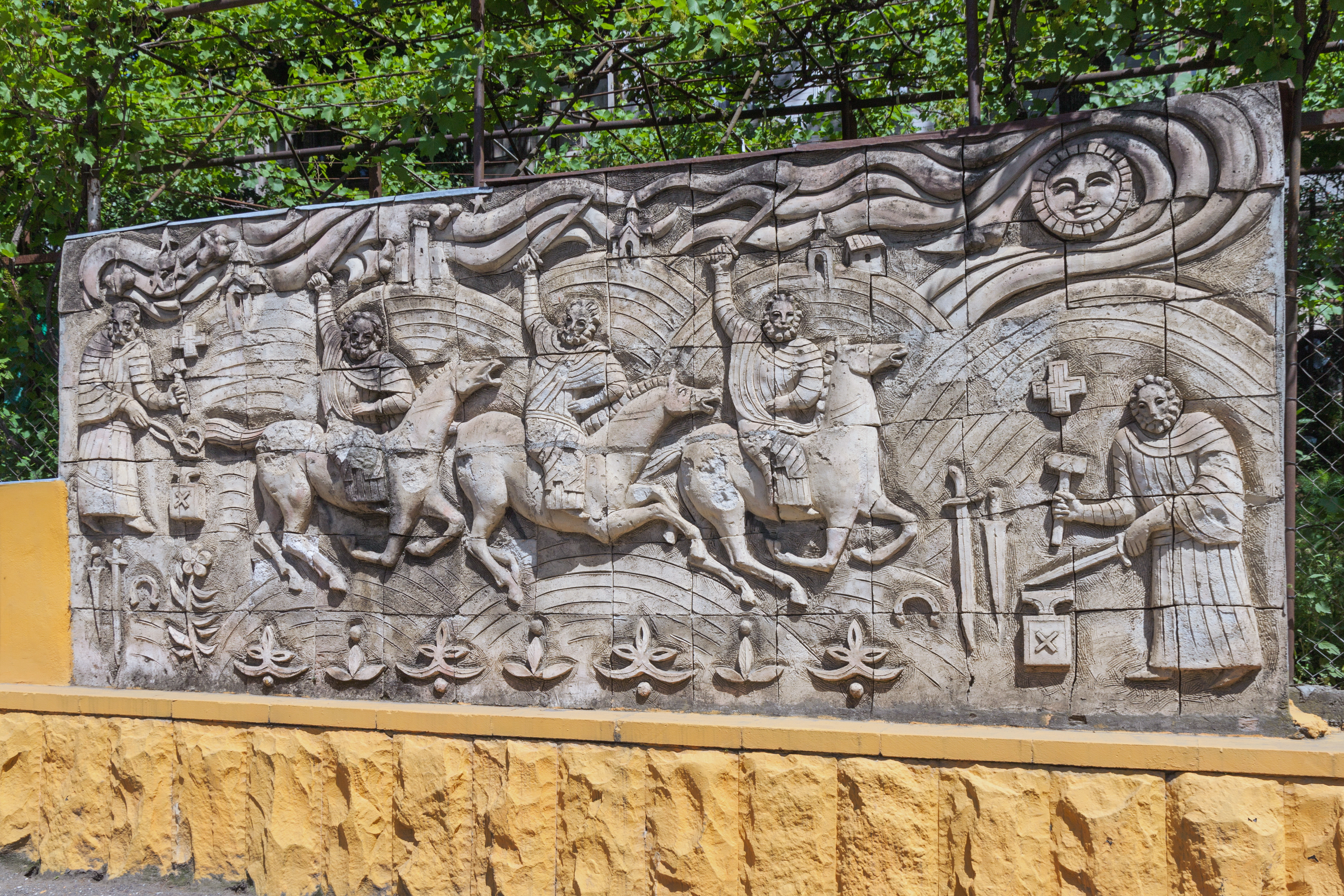
Płaskorzeźba obok stacji benzynowej
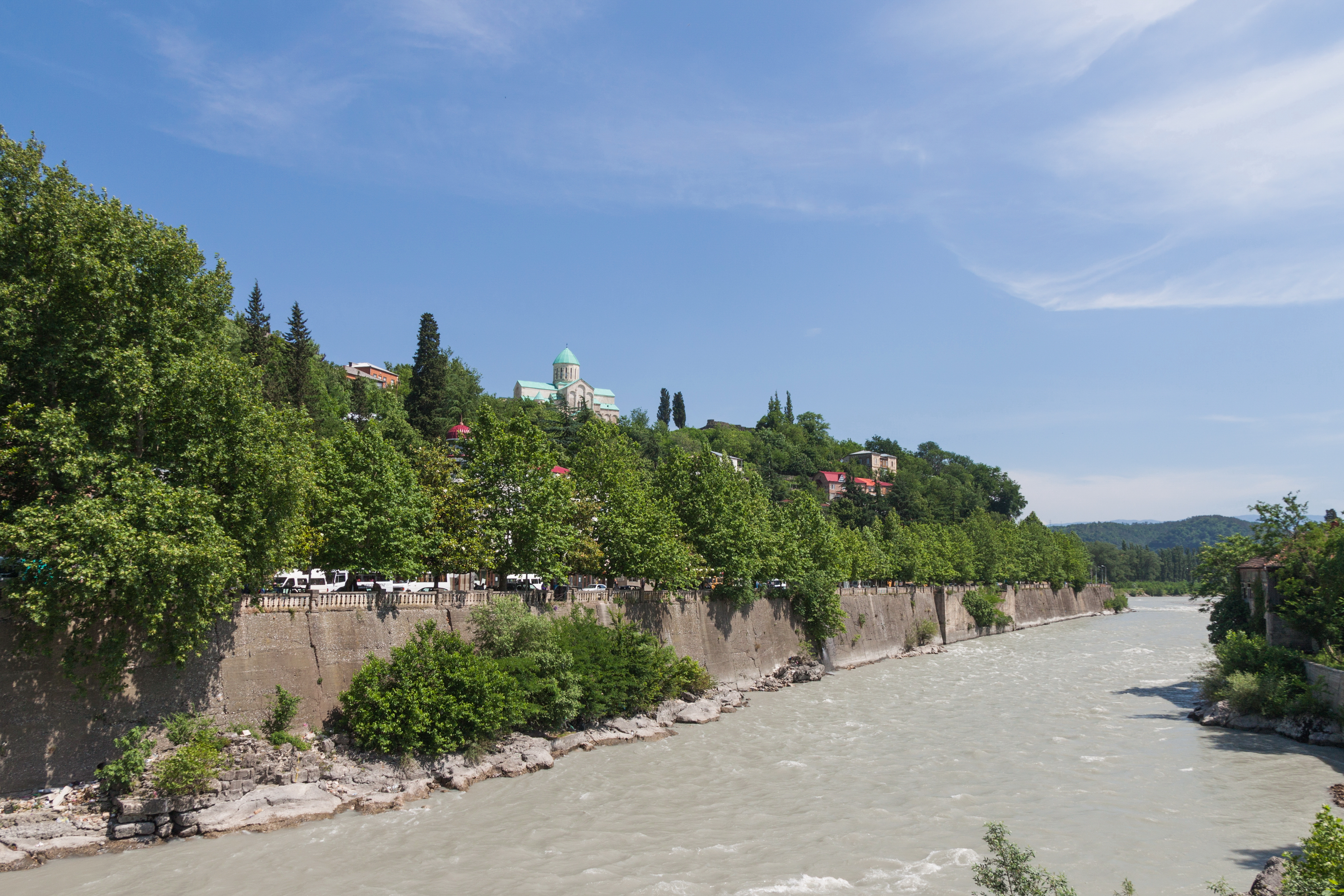
Katedra Bagrati i rzeka Rioni widziane z Mostu Łańcuchowego
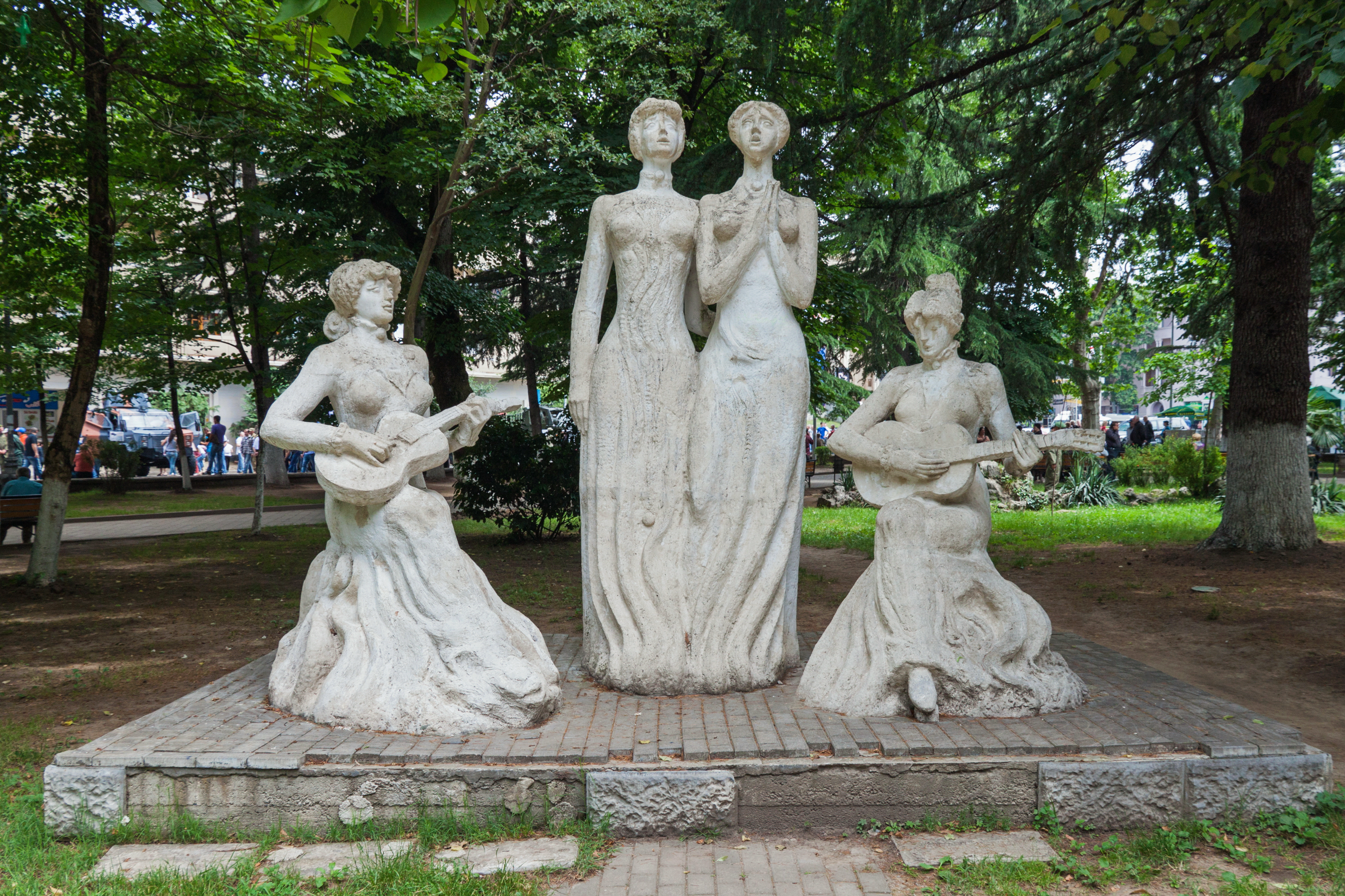
Pomnik w parku
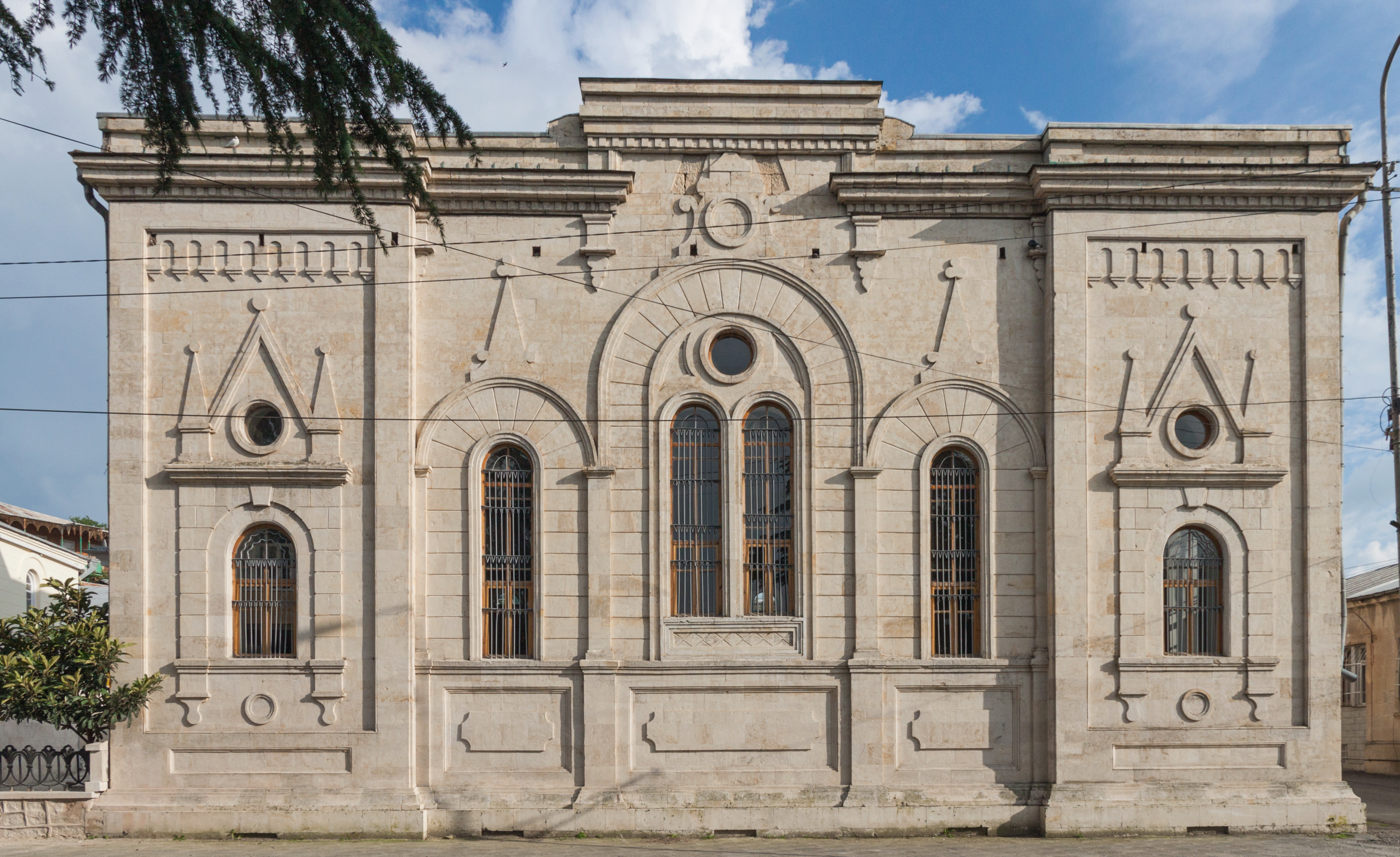
Wielka Synagoga
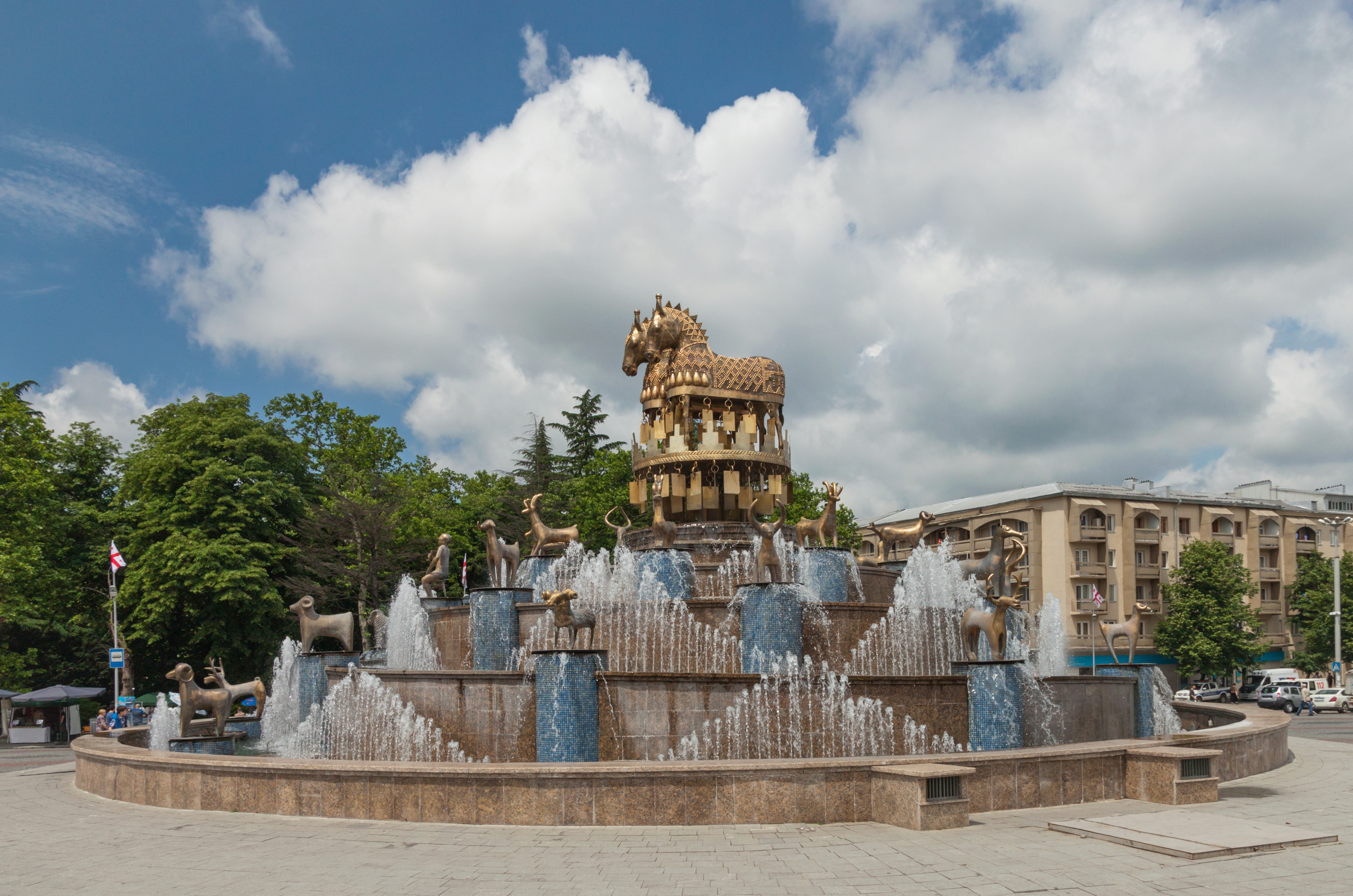
Fontanna na centralnym placu
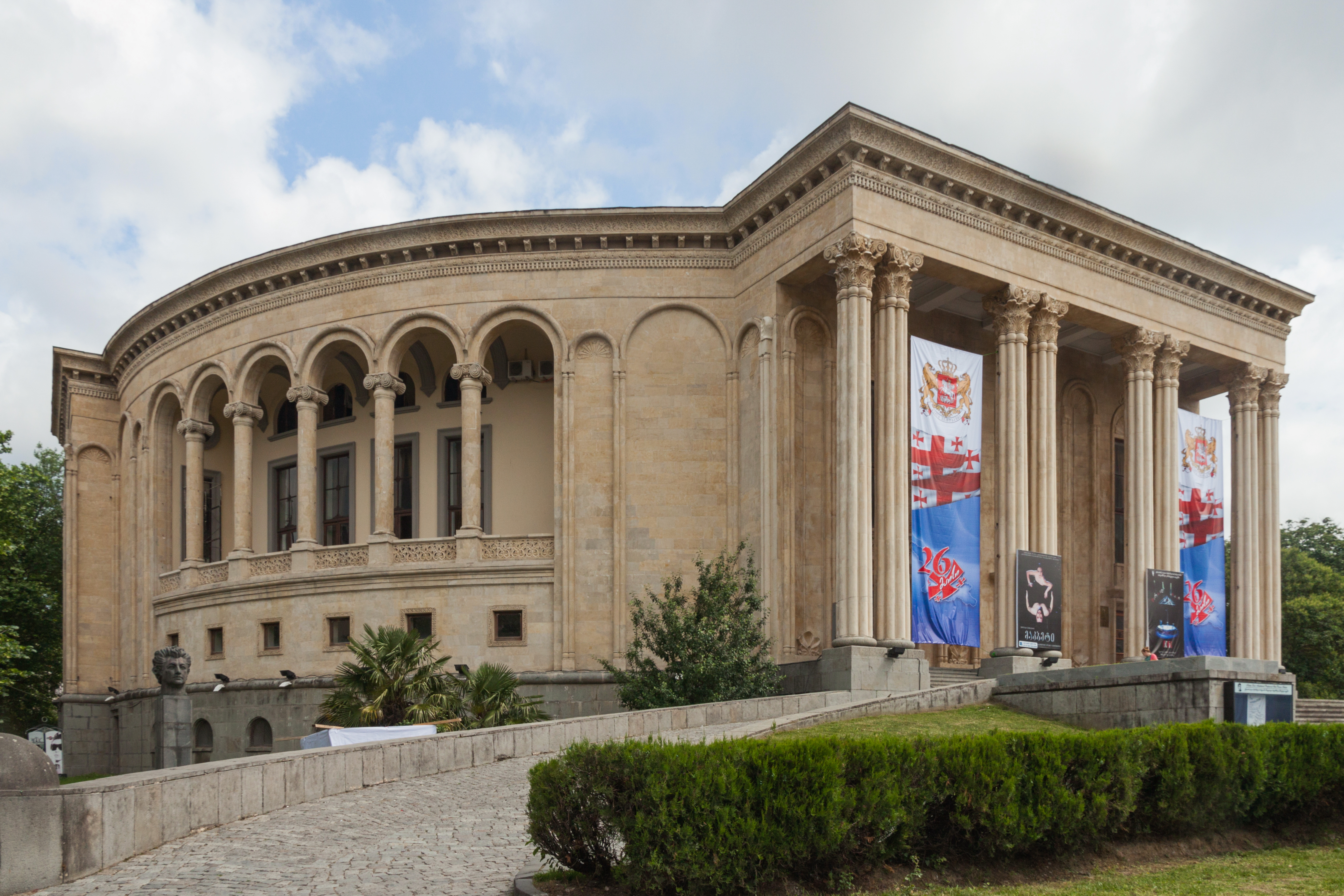
Państwowy Teatr Dramatyczny im. Lado Meschiszwilego
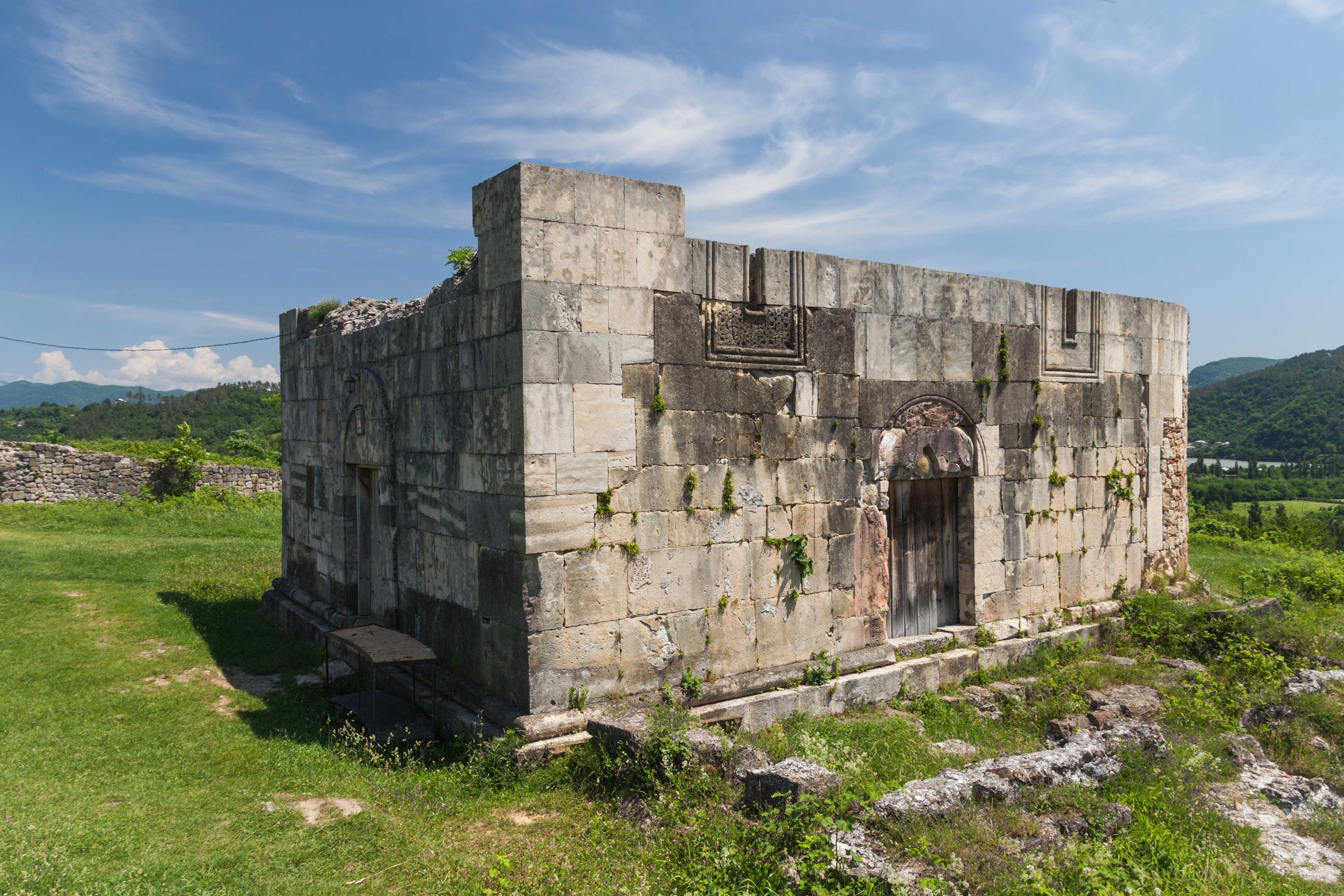
Ruiny Twierdzy Ukimerioni
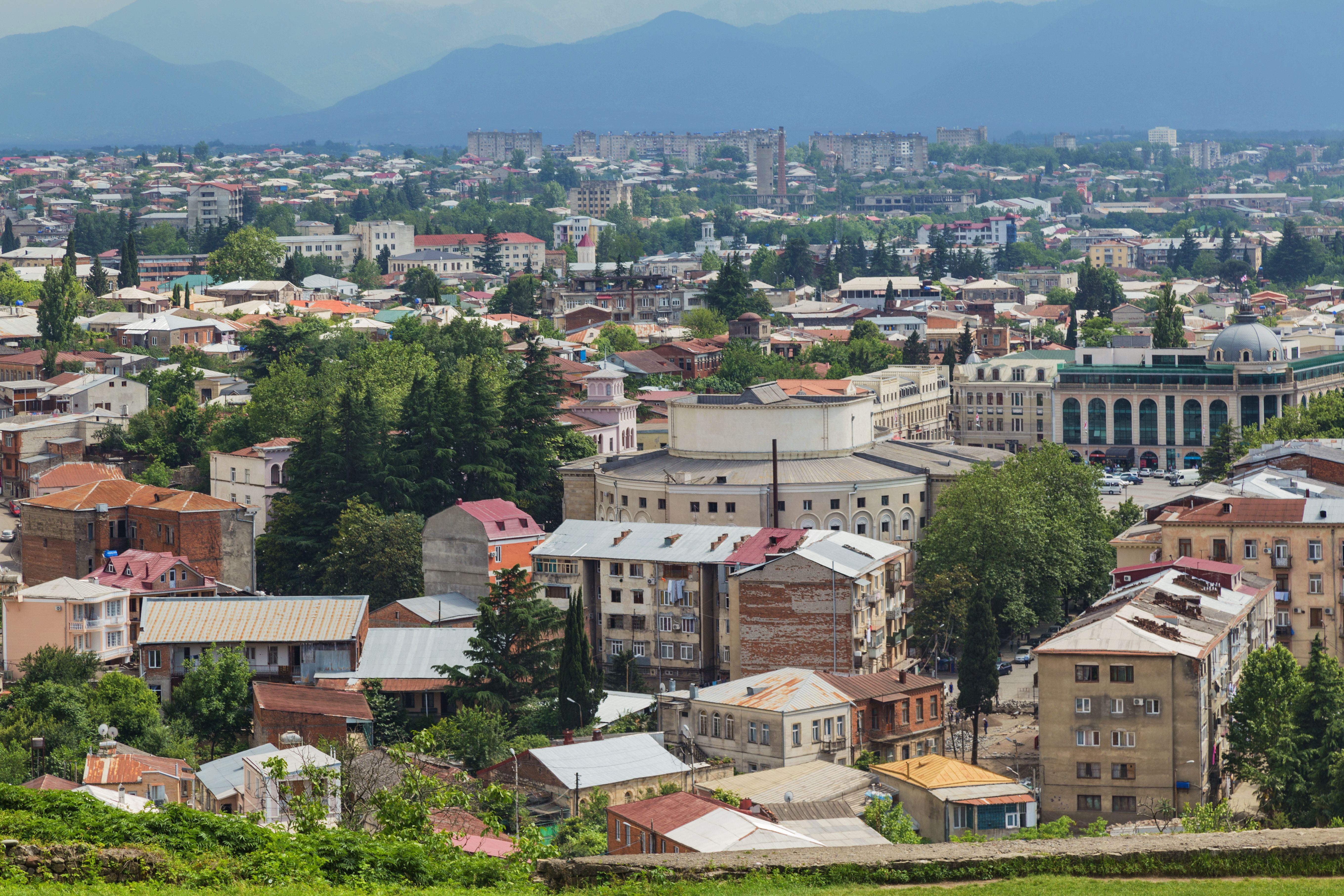
Widok na miasto spod katedry Bagrati
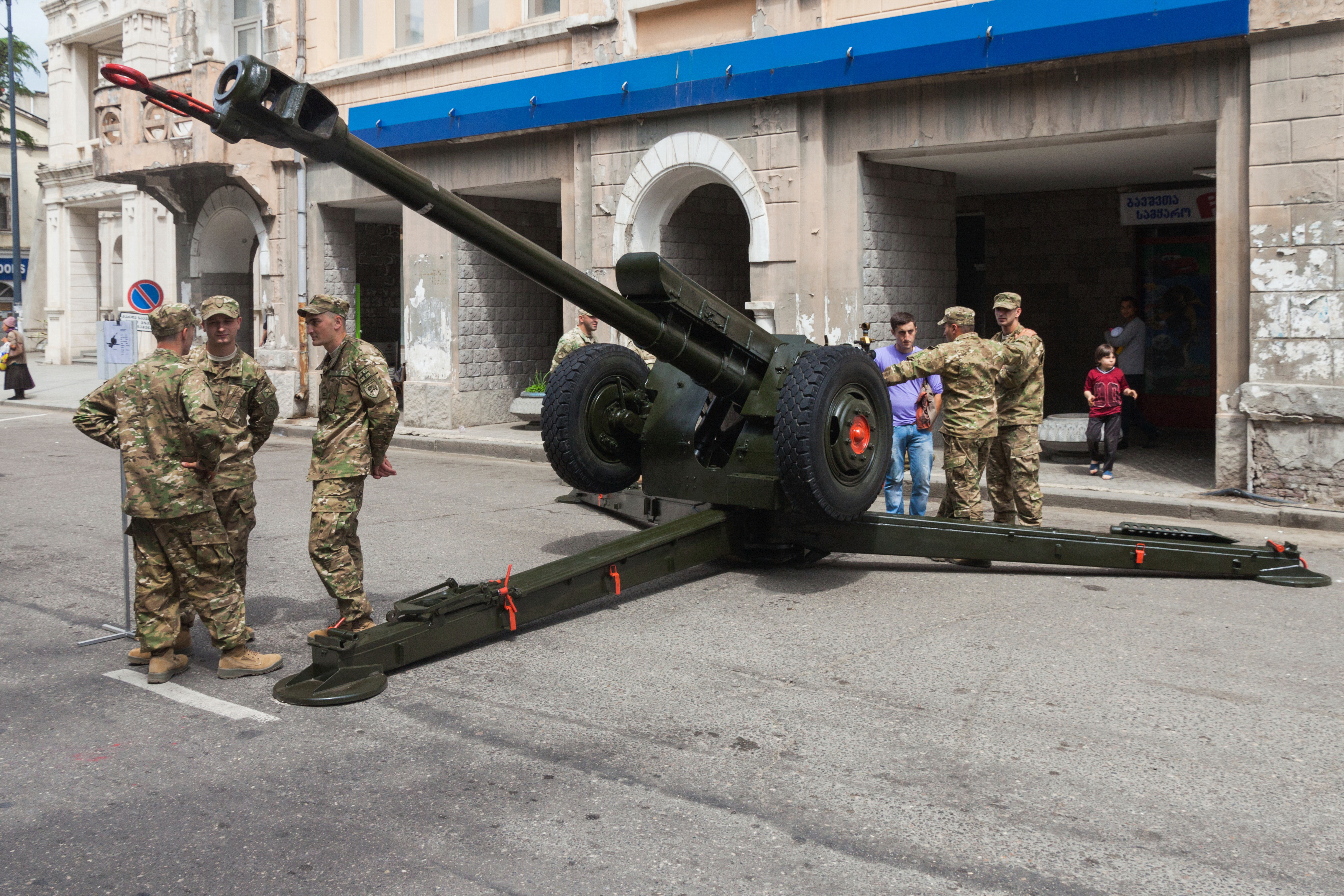
Wystawa sprzętu wojskowego podczas Dnia Niepodległości Gruzji w 2014 roku
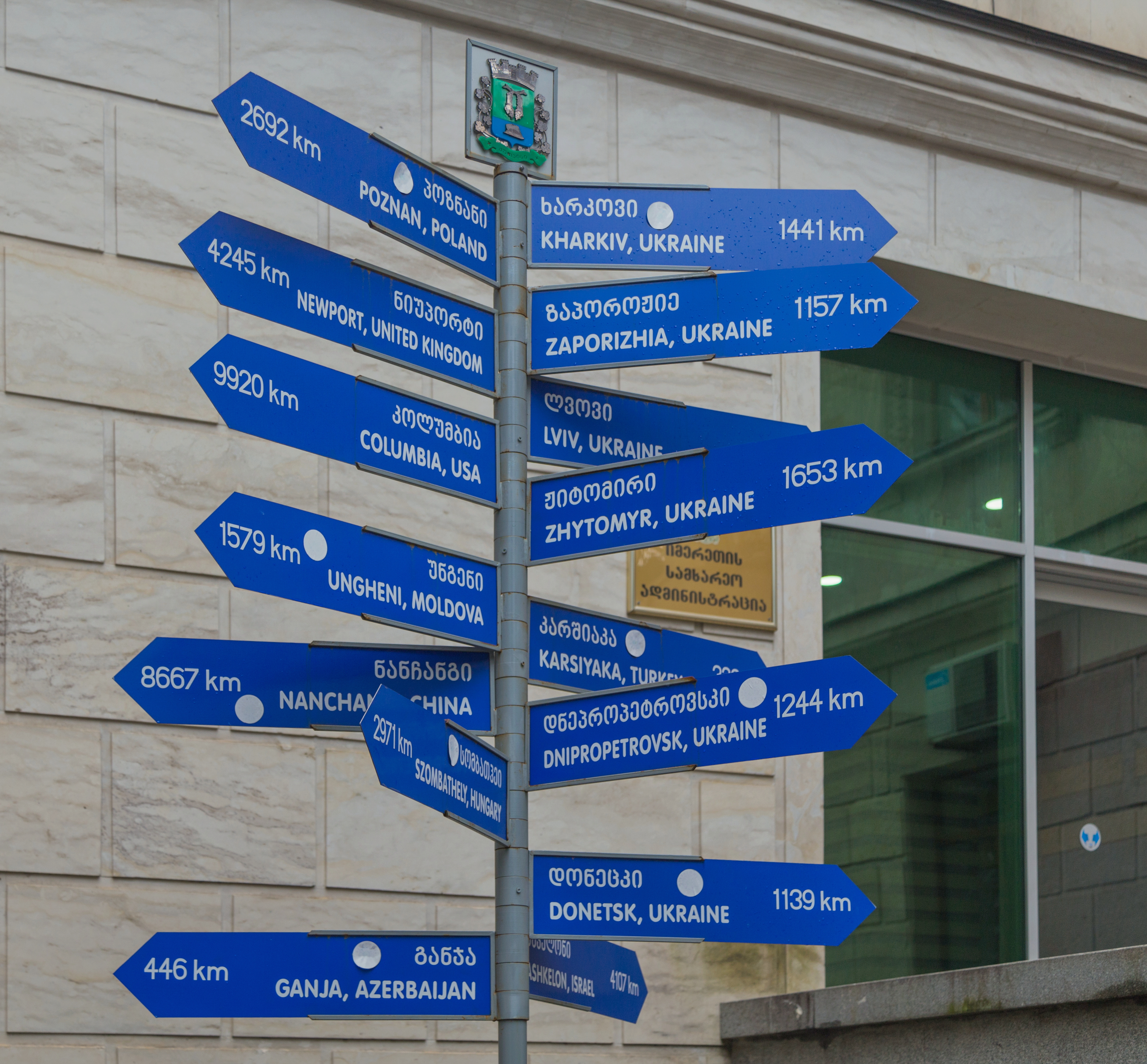
Tablice informacyjne odległości do miast

## Urodzeni w Kutaisi
- Dawid IV Budowniczy – król Gruzji w latach 1089–1125
- Leon Doboszyński – uczony polski, specjalista uprawy łąk i pastwisk, profesor w Instytucie Melioracji i Użytków Zielonych w Falentach[10].
- Kazimierz Gierdziejewski – polski inżynier
- Stanisław Horno-Popławski – polski rzeźbiarz i malarz
- Bronisław Malewski – polski lekarz, generał brygady Wojska Polskiego
- Nikołaj Marr – gruziński i radziecki archeolog i językoznawca
- Iosif Orbeli – rosyjski i radziecki orientalista
- Wano Paliaszwili – gruziński dyrygent
- Zakaria Paliaszwili – gruziński kompozytor
- Władysław Raczkiewicz – polski działacz polityczny, społeczny i wojskowy
- Katie Melua – brytyjska piosenkarka gruzińskiego pochodzenia

## Miasta partnerskie
- Aszkelon (Izrael)
- Bayonne (Francja)
- Charków (Ukraina)
- Columbia (USA)
- Donieck (Ukraina)
- Gandża (Azerbejdżan)
- Gelsenkirchen (Niemcy)
- Giumri (Armenia)
- Lwów (Ukraina)
- Lyon (Francja)
- Newport (Wielka Brytania)
- Nikaia (Grecja)
- Płowdiw (Bułgaria)
- Poznań (Polska)
- Reszt (Iran)
- Samsun (Turcja)
- Tianjin (Chiny)
- Tuła (Rosja)
- Vitoria (Hiszpania)
- Xinhua (Chiny)